# 臥牛アパート崩壊事故
臥牛アパート崩壊事故（ワウアパートほうかいじこ、朝: 와우아파트 붕괴 참사）は、1970年4月8日、大韓民国ソウル特別市麻浦区の公営住宅で発生した建造物崩壊事故である。

## 事故の背景
1960年代からソウルへの人口集中が進んだ一方で住宅不足が深刻化、特に貧困層の住環境が悪く無許可で建設されたバラックが密集している板子村（スラム街）が市内各所に形成されていた。
既に朴正煕大統領によって抜擢されていた金玄玉市長によってソウルの都市開発が進められていたが、1969年に板子村の再開発と貧困層住民を対象とする市民アパート建設を発表。早急な住宅供給を目指すため建設にあたっては民間活力を導入することとなり、多くの建設会社がこれに参加した。

## 事故発生

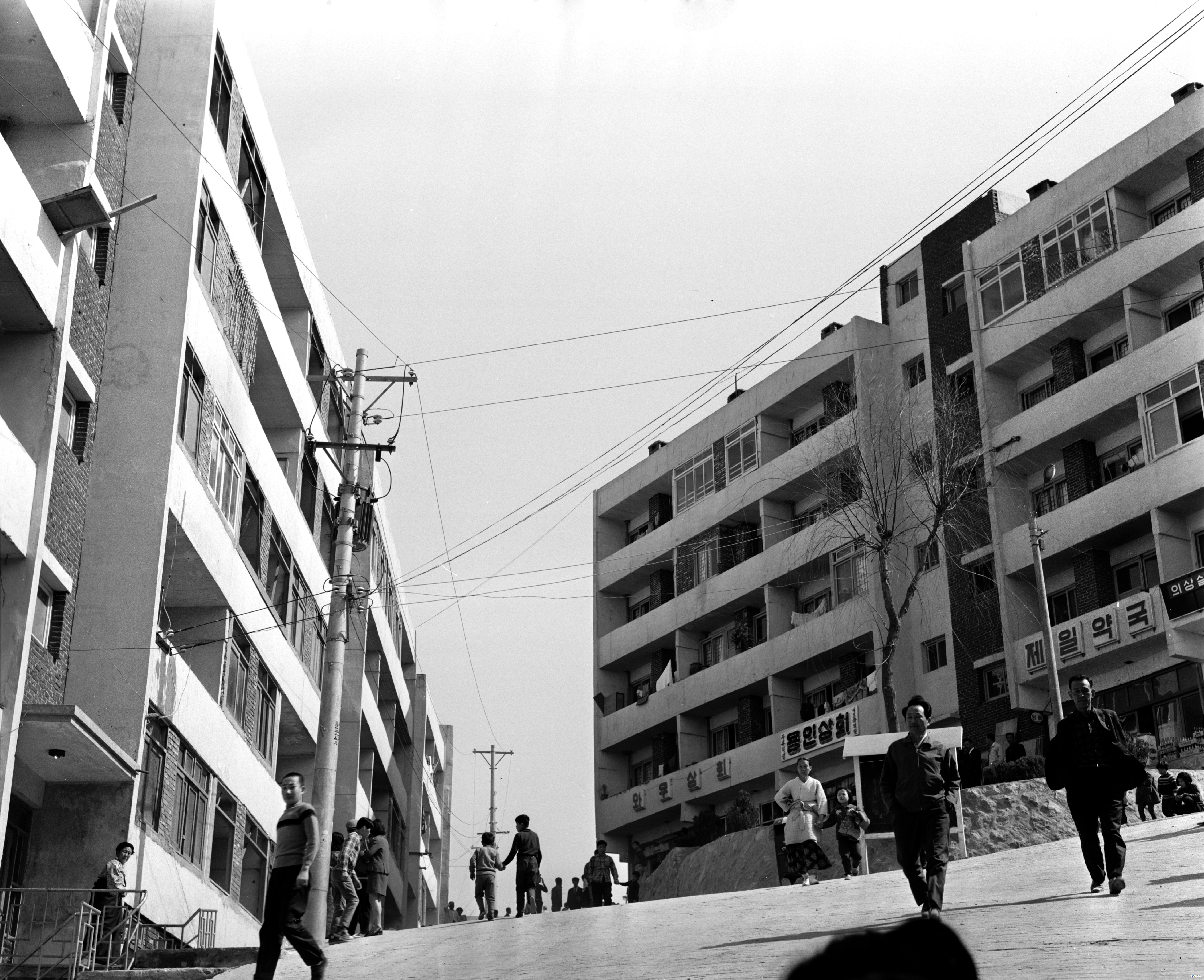
臥牛アパート

崩壊事故を起こした臥牛アパートもそうした市民アパートの一つで、弘益大学校近くの臥牛山の斜面に1969年6月26日に着工、僅か半年後の12月26日に5階建て16棟が竣工したが竣工直後から建物にひびが入っているなど問題が発生していた。
年が明けてもこの問題は解決されることはなく、倒壊の恐れがあるとして1棟からは住民が全員退避するところにまでに至った。しかし4月8日午前6時35分に、退避した棟とは別の棟が一気に崩壊。アパート住民33人が死亡したことに加えて、斜面の下にあった3棟の住宅・店舗も巻き込まれ1人が犠牲になっている。

## 事故原因
事故原因として、そもそもの市民アパート建設計画に無理があったことが挙げられる。早急な住宅不足の解消を優先するあまり、過密なスケジュールや過度なコスト削減を求められ後述する欠陥建築を助長したと指摘されている。また貧困層対象の住宅整備であった筈が間にブローカーが介在することで入居費用が上昇、元々の基本設計でも冗長性の著しく低いものだった上に想定されていたよりも所得の高い中間層が入居し多くの家財を持ち込んだことで設計をはるかに上回る荷重がかかってしまった。
加えてアパートの建設を実際に請け負った下請け業者は無免許であり、鉄筋を大幅に減らしたり汚水が混入されたセメント分の少ない質の悪いコンクリートが使われたりするなど杜撰な施工が目立った。現場は山の急斜面だったのに工期短縮とばかりに地質調査も地盤補強も行われず、アパートを支えた杭も丈夫な岩盤層に到達せず雪融けによって柔らかくなる程度で倒壊してしまうものだった。更に下請け業者への不当な買い叩きや施工業者と監督官庁・役所との贈収賄や癒着も明らかになった。
市民アパート建設を推進していた金市長は事故の責任を問われて罷免、崩壊した棟と同じ施工業者が手掛けた3棟からも住民が退去し直ちに解体・撤去された。市民アパートの新規建設は中断され既に竣工・入居済みのも含めて改めて検査したが、竣工済みだった434棟のうち349棟に何らかの問題があることが判明。倒壊する危険性の高い101棟を1977年までに撤去したばかりか、残りの既存アパートも保守・補強しながら徐々に安全性の高い建物に建て替えていく計画修正を余儀なくされた。

## 事故当日の現場写真

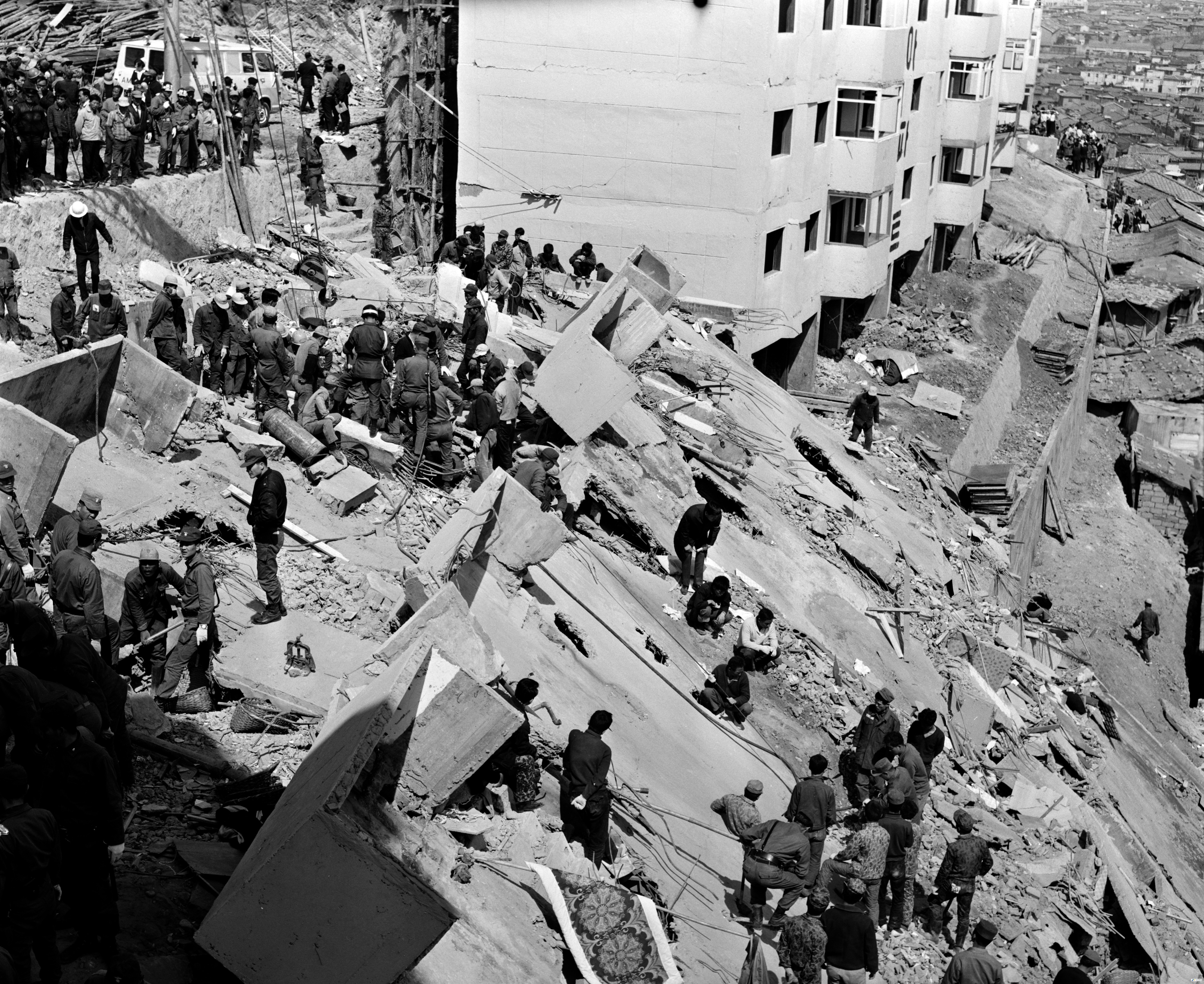
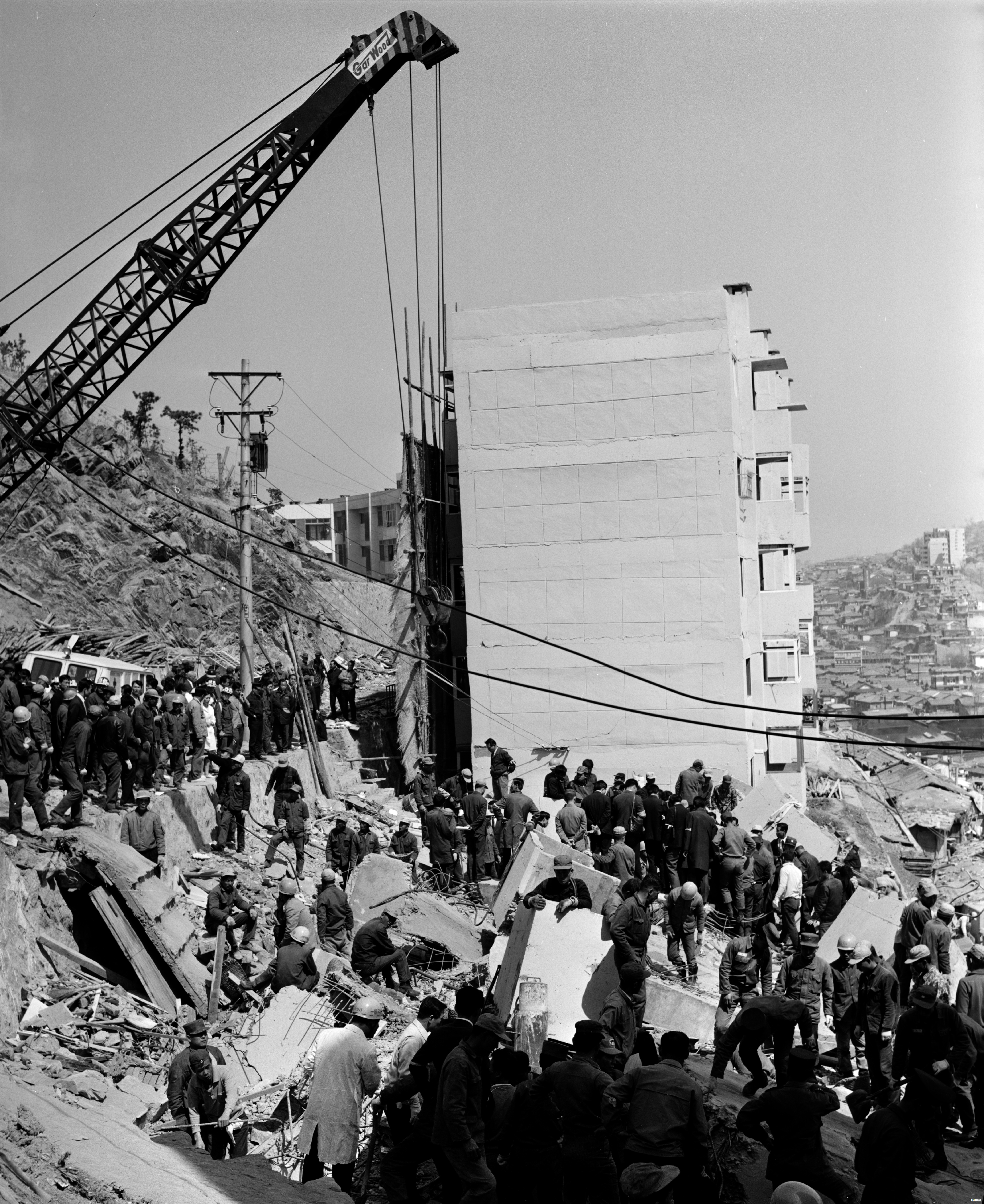
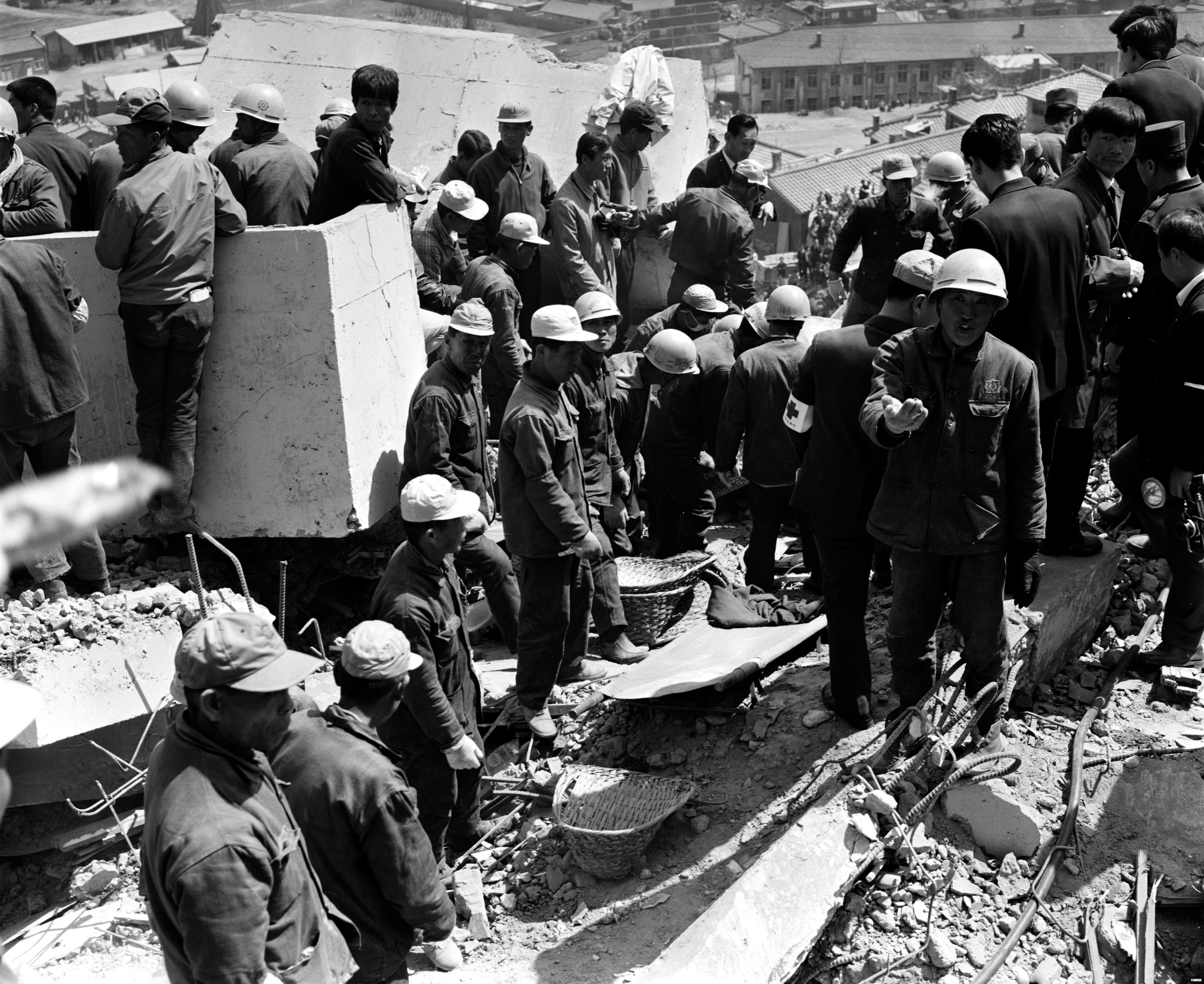